# Bois-de-Céné
Pour les articles homonymes, voir Bois (homonymie) et Bois (communes).
Bois-de-Céné ([bwa.d(ə).sə.ne], prononcer « Cené ») est une commune française située dans le département de la Vendée en région Pays de la Loire. La commune a fait partie d'une région que l'on appelle les marches de Bretagne et du Poitou.

## Géographie

### Localisation
Le territoire municipal de Bois-de-Céné s’étend sur 4 271 hectares. L’altitude moyenne de la commune est de 10 mètres, avec des niveaux fluctuant entre 0 et 42 mètres,.
La commune est composée d'environnements différents, le marais avec le Marais breton dans l'ouest de la commune et à l'est une campagne bocagère. La commune est limitrophe du département de la Loire-Atlantique.
La commune est entourée des communes de Bouin, Villeneuve-en-Retz, Machecoul-Saint-Même, Paulx, La Garnache, Châteauneuf, et Saint-Gervais.
| Bouin         | Villeneuve-en-Retz (Loire-Atlantique) | Machecoul-Saint-Même (Loire-Atlantique) |
| Saint-Gervais | Bois-de-Céné                          | Paulx (Loire-Atlantique)                |
| Châteauneuf   | La Garnache                           |                                         |

### Climat
Pour des articles plus généraux, voir Climat des Pays de la Loire et Climat de la Vendée.
En 2010, le climat de la commune est de type climat océanique franc, selon une étude du CNRS s'appuyant sur une série de données couvrant la période 1971-2000. En 2020, Météo-France publie une typologie des climats de la France métropolitaine dans laquelle la commune est exposée à un climat océanique et est dans la région climatique  Bretagne orientale et méridionale, Pays nantais, Vendée, caractérisée par une faible pluviométrie en été et une bonne insolation.
Pour la période 1971-2000, la température annuelle moyenne est de 12,3 °C, avec une amplitude thermique annuelle de 13,2 °C. Le cumul annuel moyen de précipitations est de 802 mm, avec 12,8 jours de précipitations en janvier et 6,4 jours en juillet. Pour la période 1991-2020, la température moyenne annuelle observée sur la station météorologique de Météo-France la plus proche, « Saint-Même-le-Tenu », sur la commune de Machecoul-Saint-Même à 8 km à vol d'oiseau, est de 12,7 °C et le cumul annuel moyen de précipitations est de 866,4 mm,. Pour l'avenir, les paramètres climatiques de la commune estimés pour 2050 selon différents scénarios d'émission de gaz à effet de serre sont consultables sur un site dédié publié par Météo-France en novembre 2022.

## Urbanisme

### Typologie
Au 1er janvier 2024, Bois-de-Céné est catégorisée commune rurale à habitat dispersé, selon la nouvelle grille communale de densité à sept niveaux définie par l'Insee en 2022.
Elle est située hors unité urbaine. Par ailleurs la commune fait partie de l'aire d'attraction de Challans, dont elle est une commune de la couronne,. Cette aire, qui regroupe 12 communes, est catégorisée dans les aires de moins de 50 000 habitants,.

### Occupation des sols
L'occupation des sols de la commune, telle qu'elle ressort de la base de données européenne d’occupation biophysique des sols Corine Land Cover (CLC), est marquée par l'importance des territoires agricoles (88,8 % en 2018), en diminution par rapport à 1990 (91,4 %). La répartition détaillée en 2018 est la suivante : 
prairies (54 %), zones agricoles hétérogènes (22,8 %), terres arables (12 %), zones humides intérieures (8,4 %), zones urbanisées (2,9 %). L'évolution de l’occupation des sols de la commune et de ses infrastructures peut être observée sur les différentes représentations cartographiques du territoire : la carte de Cassini (XVIIIe siècle), la carte d'état-major (1820-1866) et les cartes ou photos aériennes de l'IGN pour la période actuelle (1950 à aujourd'hui).

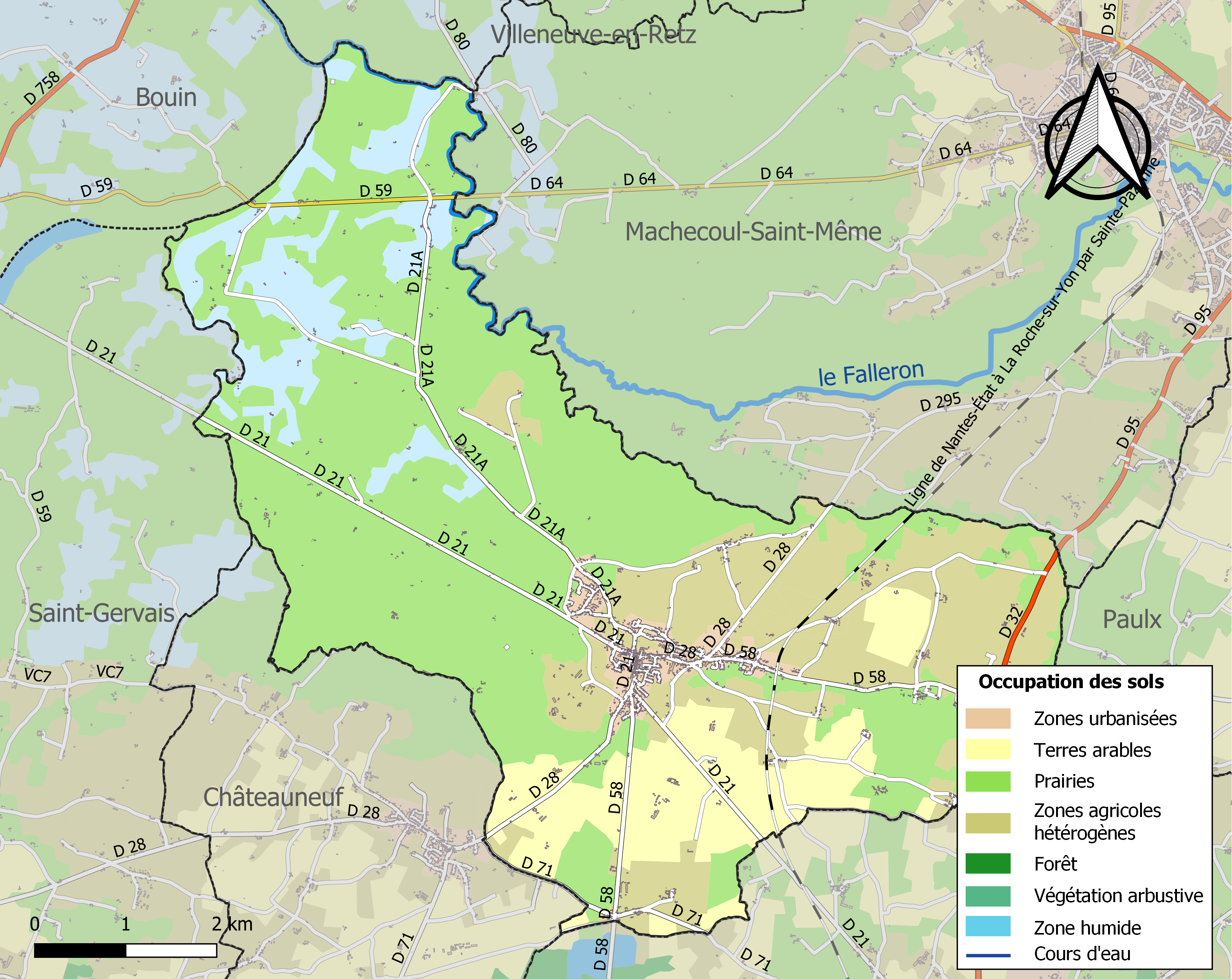
Carte des infrastructures et de l'occupation des sols de la commune en 2018 (CLC).

## Toponymie
En poitevin, la commune est appelée Boes-de-Cene, et Boye de Cenaï en maraîchin.
L'ancienneté de la commune implique une multiplicité des origines étymologiques.
Le toponyme semble d'origine gallo-romaine avec la racine Seno : vieux / ancien (issue du gaulois).Le bourg de Bois-de-Céné abritait dès l'époque romaine une villa avec ses dépendances, preuve d'une très ancienne implantation humaine.
Une autre origine ultérieure rapprocherait Bois-de-Céné de Bosco-de-Saigne, la saigne (saygne) étant une plante proche du tamaris très présente dans les marais.

## Histoire
Bois-de-Céné était au bord de l'océan il y a 1000 ans. Des moines y établirent l'abbaye de l'Île-Chauvet, aux environs de 1130, dans la Baie de Bourgneuf (ou « baie de Bretagne »), qui petit à petit ne fut plus une île. Ces moines dirigèrent les travaux de mise en valeur du marais, en particulier pour la saliculture puis l'élevage. Le maillage d'étiers et fossés actuel est le fruit de ces travaux.
Des anciennes salines sont toujours visibles dans le marais de Bois de Céné, les plus éloignées de la mer étant situées à proximité de l'Ile Chauvet.
Le marais de Bois de Céné est parsemé d'anciens ilots calcaires comme l'Ile Chauvet, l'Ile Jean ou l'Ile Bouroux.
Aux alentours des années 1120, une négociation a lieu, menée entre Bernard de Machecoul et Pierre de La Garnache sur le statut de cette petite paroisse sise à la frontière entre Bretagne et Poitou. Son compte-rendu connu, sous le nom d'Assises de Bois-de-Céné, pose les bases de ce qui deviendra le statut des marches communes entre Bretagne et Poitou : indivision, prévention, privilèges et neutralité...
Sous l'Ancien Régime, la paroisse de Bois-de-Céné jouissait du statut de marche commune, située dans les Marches de Bretagne-Poitou (les Basses-Marches plus exactement). Elle dépendait de l'évêché de Luçon du Poitou, mais sa cure dépendait de l'intendance de Bretagne.
Vers 1569, le marais commença à souffrir des guerres de Religion. La seigneurie de Beauvoir et la Garnache, dont dépendait Bois-de-Céné, appartenant à la famille de Françoise de Rohan, qui avait embrassé le parti de la Réforme, fut en butte aux rivalités entre catholiques et calvinistes.
La commune se situait entre une Bretagne acquise à la Ligue, gouvernée par le duc de Mercoeur, et un Bas-Poitou acquis aux idées calvinistes depuis son bastion de la Rochelle. Cependant, Françoise de Rohan tenait ses fiefs en neutralité, ce qui n'empêcha ni les chevauchées protestantes, ni les assauts catholiques.
En 1569, Pontivy, puîné de la maison de Rohan, rendit le château de Beauvoir-sur-Mer, appartenant à sa sœur Françoise de Rohan.
En 1580, La Boulaye, gouverneur de Fontenay, enlève la Garnache et pille quelques églises des environs.
Le château de Beauvoir-sur-Mer est repris par les calvinistes en 1588, menés par Henri de Navarre en personne. Le château de la Garnache, quant à lui, est repris par Henri de Navarre en 1587 avant d'être occupé par les forces catholiques du duc de Nevers le 14 janvier 1589.
L'abbaye de l'Île-Chauvet et l'église Saint-Etienne de Bois-de-Céné sont incendiées par les capitaines calvinistes De Granville et De Boury en mars 1588.
L’Édit de Nantes, qui met fin aux guerres de religion, garantit aux calvinistes les places fortes de Beauvoir-sur-Mer, puis la Garnache, avec des garnisons huguenotes soldées par l’État. En 1622, après la bataille de l'île de Riez contre Soubise, Louis XIII ordonne le démantèlement de la forteresse.
Ses habitants ont parlé, jusqu'à une période récente, le patois maraichin d'origine poitevine (voir notamment Le premier dictionnaire du patois de la Vendée par Charles Mourain de Sourdeval). Le groupe folklorique du Bouquet d'Ajoncs représente, depuis 1949, la culture vendéenne locale, en particulier au plan des chansons et des danses, par exemple lors des XXIIes fêtes internationales de la vigne à Dijon, les 2 et 3 septembre 1967 (selon reportage du journal Ouest-France en septembre 1967, sous l'en-tête de la commune de Challans).
Sur la carte du "Gouvernement de La Garnache" publiée en 1634 par Christophe Tassin, on peut lire à l'emplacement de Bois-de-Céné : "Bois de Val Geve."

## Le marais
Le marais, composé de parcelles privées, s'étend sur environ 2 000 ha et est géré par l'Association Syndicale Autorisée des Marais de Bois de Céné et Châteauneuf.
Chaque propriétaire  d'une parcelle située dans le périmètre de l'ASA, a l'obligation d'y d'adhérer.
L'association gère l'entretien du réseau hydraulique primaire ( 3 étiers), du réseau secondaire (écours), qui permettent l'évacuation de l'eau en hiver et l'apport d'eau douce en été, mais aussi la gestion des niveaux d'eau par les manœuvres de 3 écluses.
En période hivernale, les écluses sont manœuvrées de façon à éviter l'inondation par l'eau du marais et arrivant du bassin versant. L'eau passe par l'une des 3 écluses (Guillaudière, Frette et Censerie) pour arriver en mer, par les étiers du Falleron (Port du Collet) ou du Dain (Port du Bec).
En début de printemps, elles sont alors fermées pour conserver de l'eau dans les fossés.
Le reste du réseau hydraulique (environ 80 %) est entretenu par les propriétaires privés.
Depuis le milieu des années 60, les fossés ne sont plus gérés avec de l'eau salée mais avec de l'eau douce. Depuis cette date, de l'eau douce, captée en Loire lorsque les débits le permettent, alimente les marais en période estivale. L'eau est acheminée par le canal de la Martinière puis par les rivières Acheneau et Tenu, pour être finalement pompée à Machecoul, à la Pommeraie.

## Emblèmes

### Héraldique
| Blason | Blasonnement : Écartelé : au premier d'azur à la moucheture d'hermine d'or, au deuxième de sinople à l'arbre d'argent, au troisième de sinople à la tour d'argent, maçonnée de sable et ouverte du champ, au quatrième d'azur à la fleur de lis d'or ; sur le tout, d'or au cœur vidé, couronné et croiseté de sinople. |

## Politique et administration

### Liste des maires
| Période                                  | Période              | Identité              | Étiquette   | Qualité                                                                                            |
| ---------------------------------------- | -------------------- | --------------------- | ----------- | -------------------------------------------------------------------------------------------------- |
| Les données manquantes sont à compléter. |                      |                       |             | |
| 1812                                     | 1814                 | Pierre Boucher        |             | |
| Les données manquantes sont à compléter. |                      |                       |             | |
| 1830                                     | 1832                 | Joseph Honoré Boucher |             | |
| 1832                                     | 1839                 | Pierre-André Boucher  |             | |
| Les données manquantes sont à compléter. |                      |                       |             | |
| mai 1892                                 | mai 1929             | Adam Boucher          | Républicain | Docteur en droit Conseiller général de Challans (1901 → 1907)                                      |
| mai 1929                                 | mai 1933 (démission) | M. du Mans de Chalais |             | |
| mai 1933                                 | ?                    | M. Daviaud            |             | Instituteur libre, ancien secrétaire de mairie                                                     |
| Les données manquantes sont à compléter. |                      |                       |             | |
| 1947[réf. nécessaire]                    | après 1949           | M. Badaud             |             | |
| avant 1955                               | mars 1971            | Robert Bruneau        |             | |
| mars 1971                                | mai 1992 (démission) | Guy de La Brosse      |             | Ostréiculteur, maire honoraire Président du SIVOM de la région de Challans                         |
| juin 1992                                | juin 1995            | Pol-Albert Bugnot     |             | |
| juin 1995                                | 28 mars 2014         | Michel Deriez         | CPNT        | Artisan électricien Président de la CC du Pays-de-Challans (2000-2014)                             |
| 28 mars 2014                             | En cours             | Yoann Grall           | DVD         | Artisan informaticien 8e vice-président de Challans-Gois-Communauté Réélu pour le mandat 2020-2026 |

## Population et société

### Démographie

#### Évolution démographique
L'évolution du nombre d'habitants est connue à travers les recensements de la population effectués dans la commune depuis 1793. Pour les communes de moins de 10 000 habitants, une enquête de recensement portant sur toute la population est réalisée tous les cinq ans, les populations de référence des années intermédiaires étant quant à elles estimées par interpolation ou extrapolation. Pour la commune, le premier recensement exhaustif entrant dans le cadre du nouveau dispositif a été réalisé en 2006.

En 2022, la commune comptait 2 215 habitants, en évolution de +11,25 % par rapport à 2016 (Vendée : +5,33 %, France hors Mayotte : +2,11 %).
| 1793  | 1800  | 1806  | 1821  | 1831  | 1836  | 1841  | 1846  | 1851  |
| ----- | ----- | ----- | ----- | ----- | ----- | ----- | ----- | ----- |
| 1 600 | 1 338 | 1 480 | 1 788 | 1 732 | 1 707 | 1 681 | 1 680 | 1 676 |

| 1856  | 1861  | 1866  | 1872  | 1876  | 1881  | 1886  | 1891  | 1896  |
| ----- | ----- | ----- | ----- | ----- | ----- | ----- | ----- | ----- |
| 1 688 | 1 670 | 1 706 | 1 538 | 1 690 | 1 642 | 1 732 | 1 818 | 1 888 |

| 1901  | 1906  | 1911  | 1921  | 1926  | 1931  | 1936  | 1946  | 1954  |
| ----- | ----- | ----- | ----- | ----- | ----- | ----- | ----- | ----- |
| 1 894 | 1 960 | 1 934 | 1 676 | 1 642 | 1 671 | 1 607 | 1 555 | 1 454 |

| 1962  | 1968  | 1975  | 1982  | 1990  | 1999  | 2006  | 2011  | 2016  |
| ----- | ----- | ----- | ----- | ----- | ----- | ----- | ----- | ----- |
| 1 377 | 1 301 | 1 214 | 1 251 | 1 232 | 1 263 | 1 410 | 1 737 | 1 991 |

| 2021  | 2022  | - | - | - | - | - | - | - |
| ----- | ----- | - | - | - | - | - | - | - |
| 2 159 | 2 215 | - | - | - | - | - | - | - |

#### Pyramide des âges
En 2018, le taux de personnes d'un âge inférieur à 30 ans s'élève à 36,4 %, soit au-dessus de la moyenne départementale (31,6 %). À l'inverse, le taux de personnes d'âge supérieur à 60 ans est de 25,3 % la même année, alors qu'il est de 31,0 % au niveau départemental.
En 2018, la commune comptait 1 016 hommes pour 1 008 femmes, soit un taux de 50,20 % d'hommes, légèrement supérieur au taux départemental (48,84 %).
Les pyramides des âges de la commune et du département s'établissent comme suit.
| Hommes | Classe d’âge | Femmes |
| ------ | ------------ | ------ |
| 0,3    | 90 ou +      | 1,4    |
| 7,9    | 75-89 ans    | 9,7    |
| 14,6   | 60-74 ans    | 16,7   |
| 17,8   | 45-59 ans    | 15,6   |
| 21,9   | 30-44 ans    | 21,3   |
| 13,2   | 15-29 ans    | 14,3   |
| 24,2   | 0-14 ans     | 21,0   |

| Hommes | Classe d’âge | Femmes |
| ------ | ------------ | ------ |
| 0,8    | 90 ou +      | 2,2    |
| 8,7    | 75-89 ans    | 11,1   |
| 20,3   | 60-74 ans    | 21,3   |
| 20     | 45-59 ans    | 19,4   |
| 17,5   | 30-44 ans    | 16,8   |
| 15     | 15-29 ans    | 13,2   |
| 17,7   | 0-14 ans     | 16,1   |

## Lieux et monuments
La commune compte quatre monuments historiques :
- l'abbaye de l'Île-Chauvet, dont il reste deux bâtiments du XIIe siècle, classée par arrêté du 30 janvier 1992[33] ;
- l'église Saint-Étienne, inscrite par arrêté du 29 octobre 1926[34] ;
- une maison du XVIe siècle située près de l’église, dont la porte a été inscrite par arrêté du 26 décembre 1927[35] (une inscription sur la maison indique "1627");
- une motte féodale datant du Moyen Âge, inscrite par arrêté du 5 avril 1988[36].

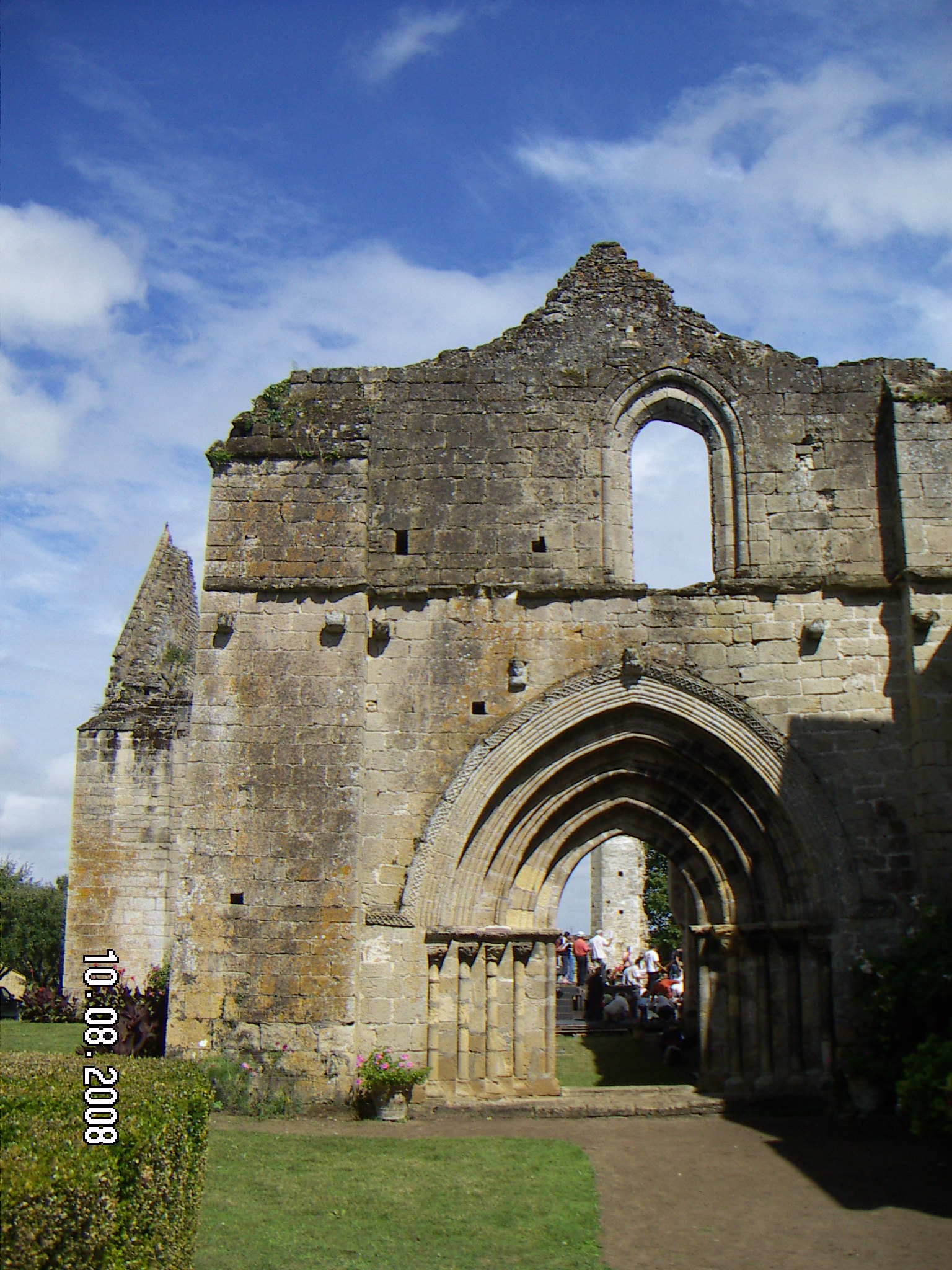
Abbaye de l'Île-Chauvet.
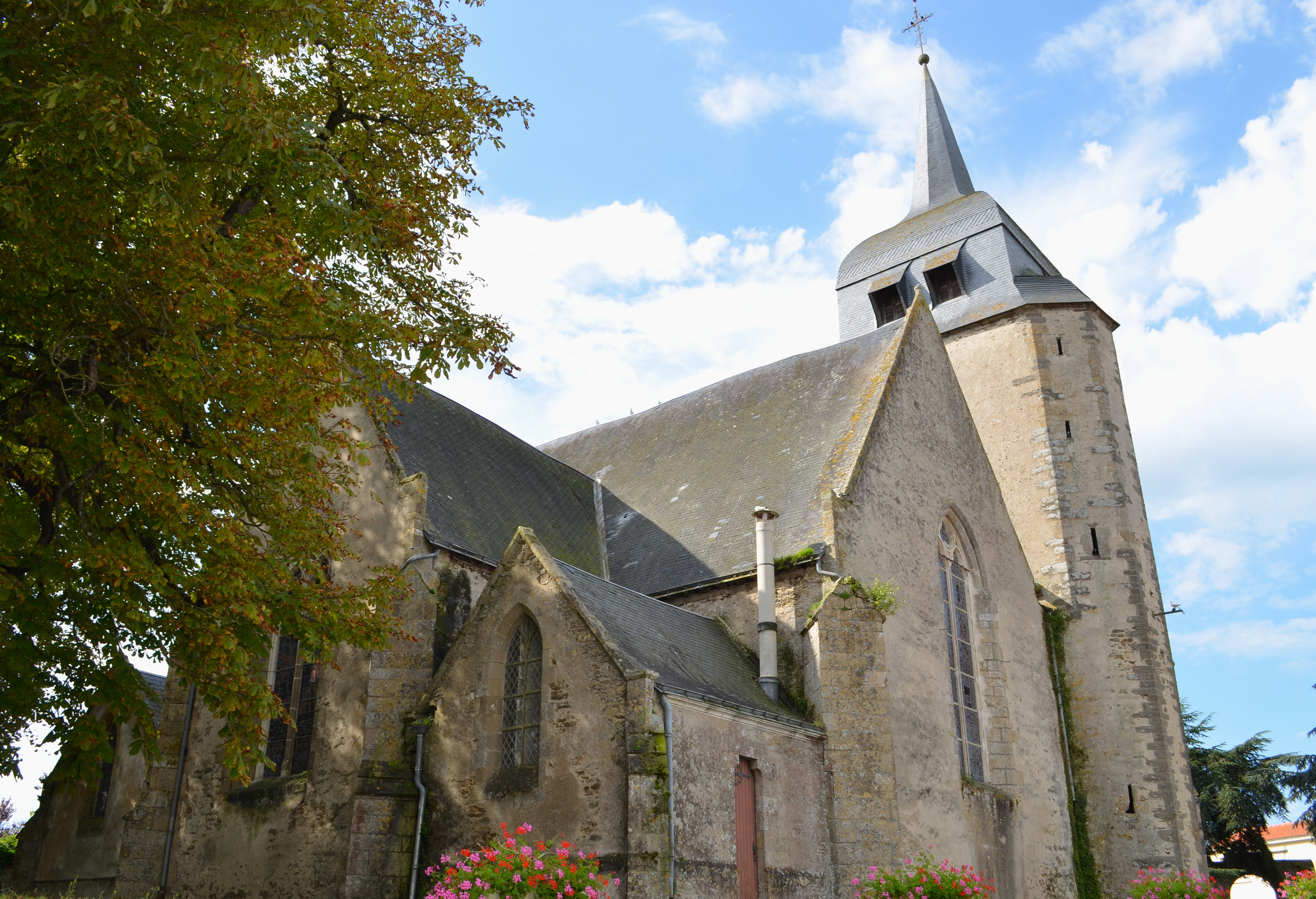
L'église.
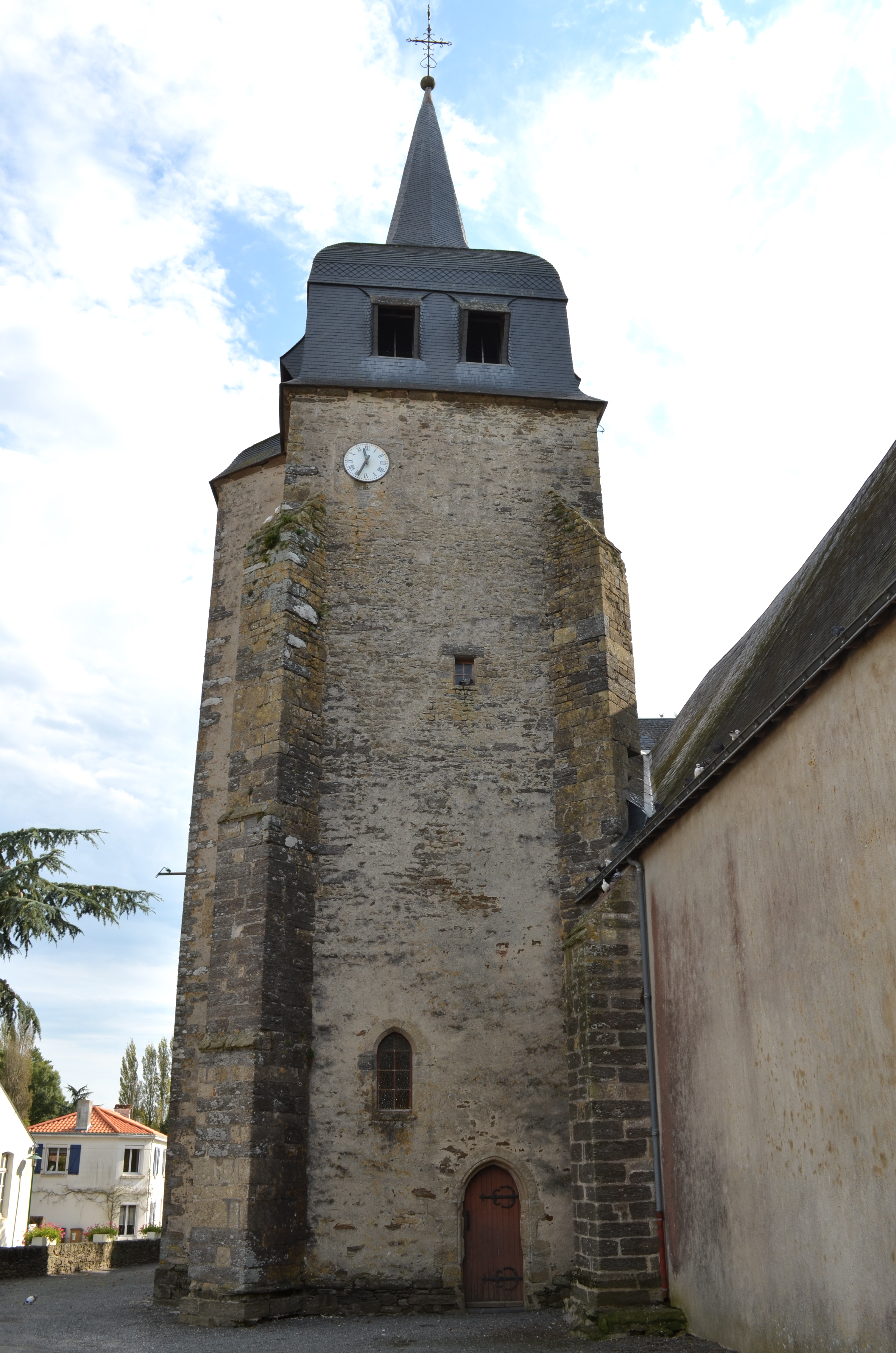
Le clocher de l'église.
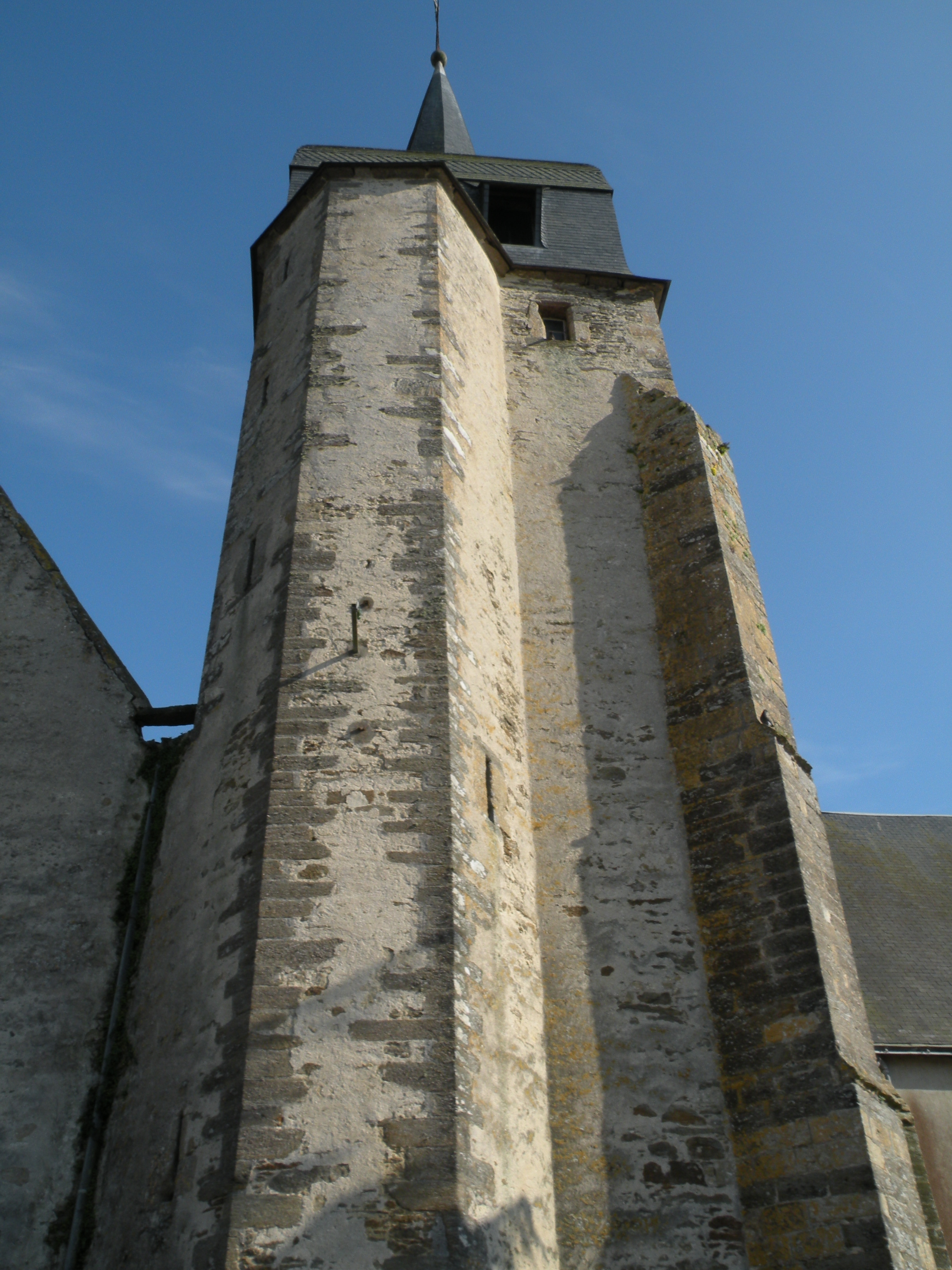
Le clocher de l'église.
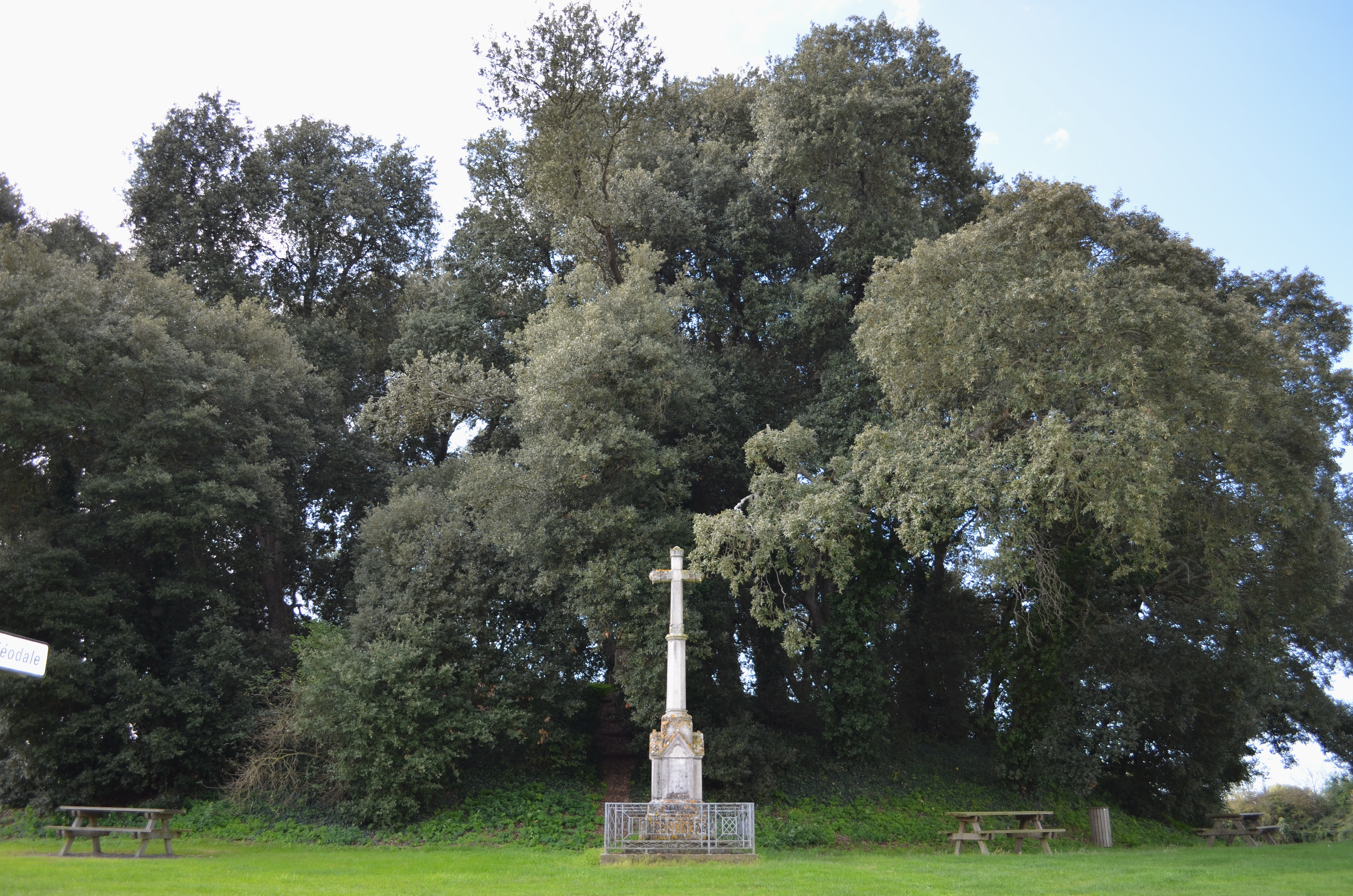
Motte féodale.
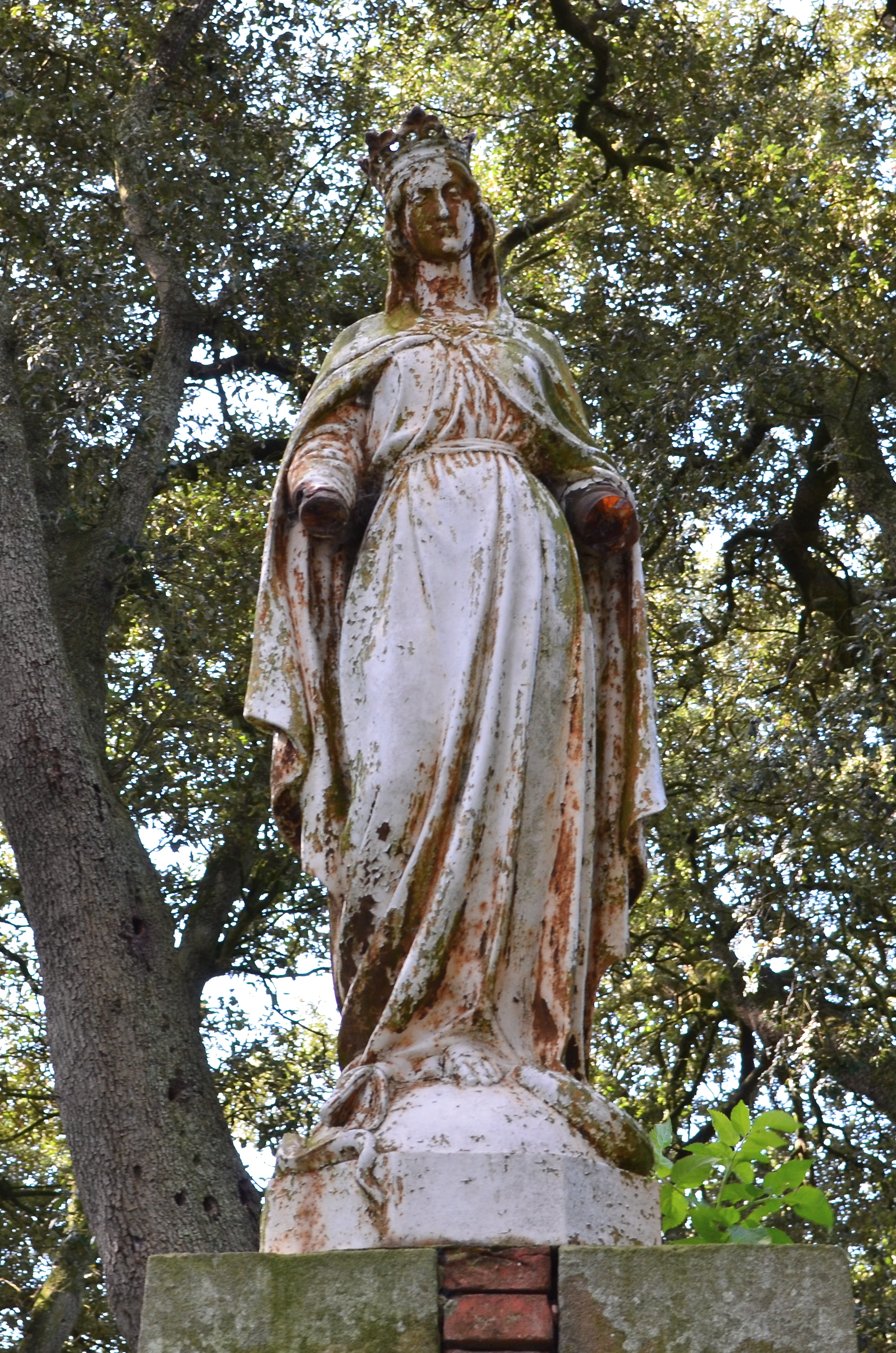
Statue de la vierge au sommet de la motte.
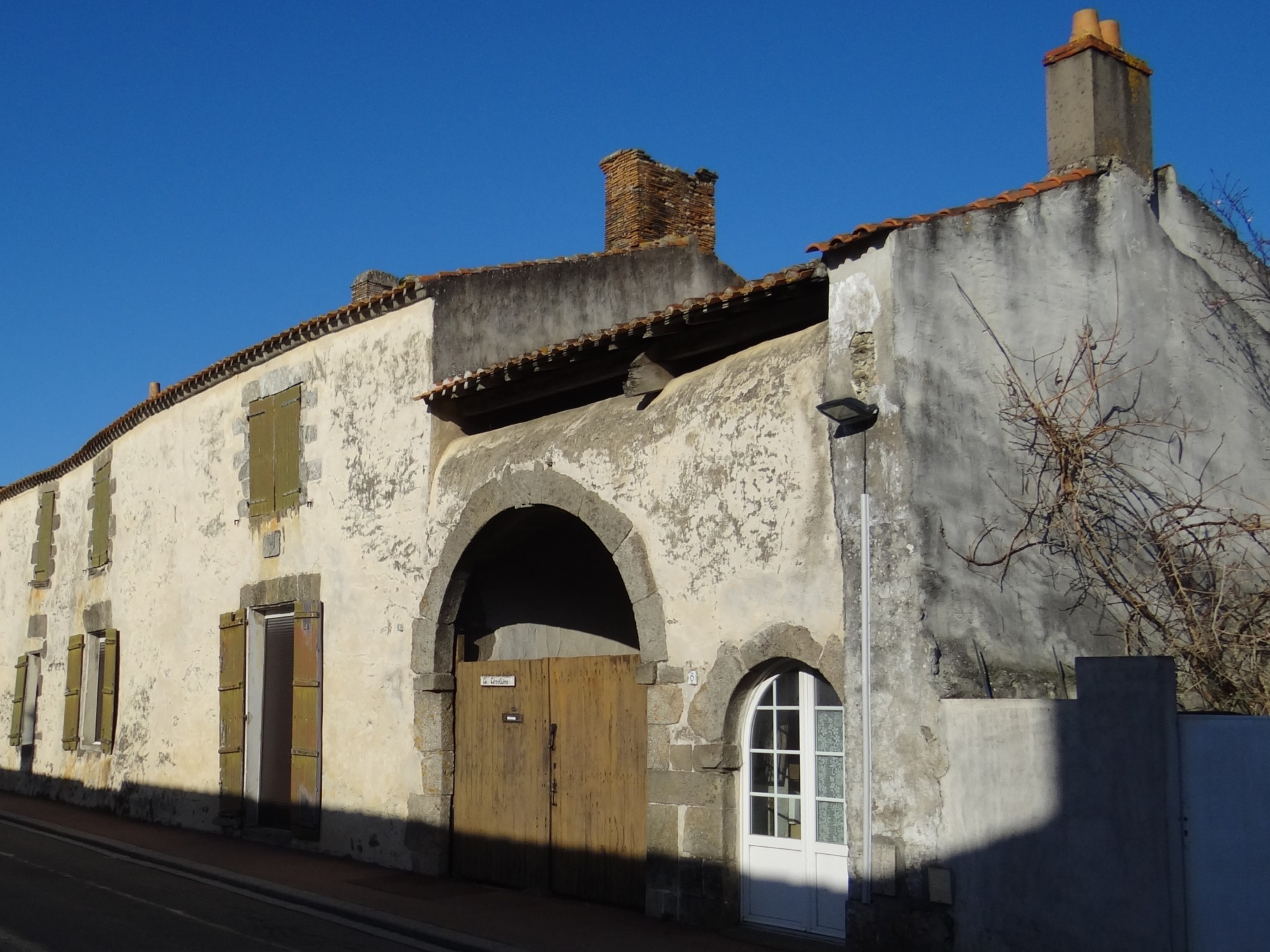
Ensemble d'une maison du 17e siècle située au carrefour de l'église.
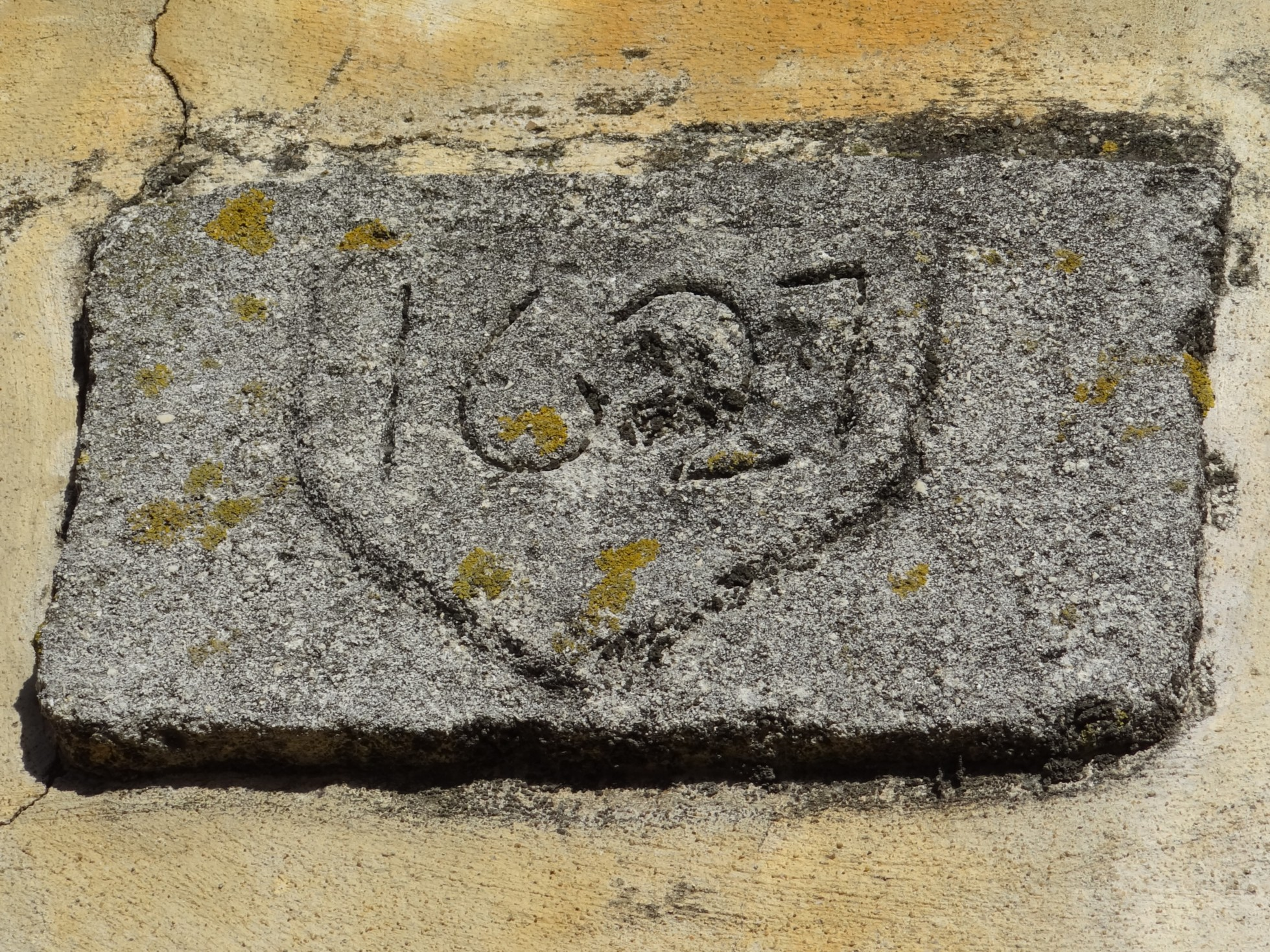
Date sculptée sur la maison dite du 16e - sans doute postérieure, elle indique "1627."

## Personnalités liées à la commune
Les sculpteurs Jean et Joël Martel (1896-1966), frères jumeaux, sont enterrés dans le cimetière de la commune.